# Spesa autonoma
In un contesto economico chiuso e di breve periodo, la spesa autonoma (o anche "componente di spesa autonoma dell'economia") è la componente della domanda di beni che non dipende dal livello del reddito o dal livello di produzione (assumendo che il reddito e la produzione siano parimenti uguali).
Considerando l'equazione della produzione
{\displaystyle Y={1 \over 1-c_{1}}(c_{0}+{\bar {I}}+G-c_{1}T)}, la parte
{\displaystyle c_{0}+{\bar {I}}+G-c_{1}T}
rappresenta la spesa autonoma , dove {\displaystyle c_{0}} è un parametro del consumo indipendente dal reddito , {\displaystyle I} sono gli investimenti , {\displaystyle G} la spesa pubblica e {\displaystyle T} le imposte.
{\displaystyle c_{1}} rappresenta la "propensione marginale al consumo" ed indica la variazione del consumo {\displaystyle C} associata alla variazione unitaria del reddito {\displaystyle Y}.
Il fattore {\displaystyle {1 \over 1-c_{1}}} è il moltiplicatore keynesiano. Il moltiplicatore determina di quanto aumenta il reddito a fronte di un aumento unitario della spesa autonoma, a sua volta causato da variazioni delle componenti esogene (Componente autonoma del consumo, investimenti, tasse e spesa pubblica). 